# پاین هیل (نیویورک)
پاین هیل (به انگلیسی: Pine Hill) یک منطقهٔ مسکونی در ایالات متحده آمریکا است که در نیویورک واقع شده‌است. پاین هیل ۲۷۵ نفر جمعیت دارد.